# عملية الكرامة (حرب البوسنة والهرسك)
عملية الكرامة كانت هجوما ناجحا من قبل القوات الأجنبية لمجاهدي البوسنة ضد قرية كرتشيفيني في بلدية زافيدوفيتشي في 21 يوليو 1995.

## الهجوم
الهجوم نفسه الذي نفذته مفرزة المجاهدين من الفيلق الثالث رافقه مصور يعمل من قبل المجاهدين وكذلك المترجم السوري المولد أيمن عوض. كان جزءا من حركة الكرامة 2 الأكبر والتي تهدف للاستيلاء على كرتشيفيني ومالوفان وماليي غاي. بدأت عملية الكرامة في حوالي الساعة 15:30 يوم 21 يوليو.
عادل الغانم المعروف بكنية أبو معاذ الكويتي كان قائد المقاتلين الذين دخلوا المدينة رغم أنه لم يشارك بنفسه في القتال. وأثناء مراقبته للمهمة من أعلى تلة قريبة قُتل بالرصاص.
أبو عمر الحربي القائد السعودي من المدينة المنورة المنزعج بشدة من مذبحة سربرنيتسا المستمرة لمسلمي البوسنة والهرسك قاد فريقا من ستة أفراد كان هدفه الاستيلاء على ثلاثة مخابئ من صرب البوسنة والهرسك. ومع ذلك أنشأ المخبأ الأول أمام ساحة مفتوحة لم توفر أي غطاء للفريق وبدأ الصرب على الفور في إطلاق النار عليهم بينما كانوا يكافحون من أجل وضع قذائفهم الصاروخية في مكانها. بدأ الحربي بالركض عبر الحقل المفتوح باتجاه المخبأ وأطلق النار على الصربيين بالداخل. صرخ فريقه ليحذره من أنه قد يدخل حقل ألغام لكن رده الوحيد كان الصراخ بصوت عالٍ الله أكبر قبل الاستمرار. لقد قتل أحد الصرب من مسافة مترين تقريبا أمام المخبأ قبل إطلاق النار عليه في جبهته وقتل.
خلال «هجوم تخريبي» قاده أبو ثابت المصري ضد صرب في موقع قتال دفاعي قُتل ما يقرب من ثلاثة من رجال الشرطة العسكرية وتم جمع رأس مومير ميتروفيتش وإعادته مع هويته ومذكراته.
استحوذت قوات البوشناق على دبابة صربية وأرسلت رسالة إذاعية إلى البتار اليمني قائد دبابات سابق في القوات المسلحة اليمنية للعودة إلى ساحة المعركة بعد إبعاده بعد إصابته في يده. عندما حاولت القوات الصربية تدمير السيارة التي تم الاستيلاء عليها وركض اليمني ورفيق مجهول نحوها وأعادوها إلى الخطوط البوسنية. قُتل بقذيفة هاون بعد أربع ساعات أثناء محاولته إخلاء مقاتل جريح من ملجأ تم الاستيلاء عليه.
استيقظ كريستو مارينكوفيتش من اللواء الصربي الخفيف في خندق وحدته على صيحات تعرضهم لهجوم من البوسنيين. جنبا إلى جنب مع بيتكو ماريتش ركض نحو الغابات في محاولة للهروب من الهجوم حيث التقوا فيليبور توشيتش وفي الساعة 19:00 قرر الثلاثي تسليم أنفسهم للمجاهدين على أمل تبادلهم مع الأسرى البوسنيين. بعد الخروج من الغابة حاصرهم المجاهدون البوسنيون والأجانب بسرعة وقاموا بركلهم ولكمهم قبل تصوير مقطع فيديو قصير يعرض سجناءهم وعهدوا بهم إلى بوسني واثنين من المجاهدين الذين بدأوا في زحفهم نحو ليفيد.

## السجناء

### الاعتقال في كابينة ليفادي
تم نقل الجنود الأسرى باستثناء بريدراغ كنيزيفيتش الذي يُزعم أنه قطع رأسه إلى قرية ليفادي. تمت كتابة مذكرة في اليوم التالي من جهاز الأمن العسكري للفرقة 35 التابعة لجيش جمهورية البوسنة والهرسك لإبلاغ قائد الفيلق الثالث أنه تم إجراء مقابلة مع السجناء في «مركز الاستقبال» في ليفيد وأنهم اقترحوا على إدين ساريتش أنه يجب أن يجري معه استجواب في المستقبل. وقد تم استجوابهم حول وحدات جيش جمهورية صرب البوسنة المسؤولة عن تدمير المساجد في برييدور وبانيا لوكا وبوسانسكا كروبا وهويات أولئك الذين اغتصبوا النساء المسلمات. تبين أن أحد عشر من السجناء كانوا من جنود «العمال» المسلمين من برنجافور الذين تم توظيفهم لتحصين الدفاعات الصربية في المنطقة بينما كان برانكو سيكانيتش وإيغور غولييفاتي وفيليبور تريفيتشيفيتش جنودا مناسبين. بحلول نهاية اليوم كان العدد الإجمالي 12 جندي أسير من جيش جمهورية صرب البوسنة و 11 أسيرا من جنود الدعم.

### الانتقال إلى كامينيكا
تم نقل السجناء بعد يومين إلى معسكر كامينيكا في وادي غوستوفيتش. حاول مارينكوفيتش الفرار في وقت ما لكنه سقط ببساطة من مؤخرة الشاحنة وهو لا يزال معصوب العينين ومقيد الأعين وأدى إطلاق النار من مدفع رشاش للمجاهدين إلى تجميده. تم تعليق سكين على حلقه وطلب البوسني من الطبيب الأسير برانكو سيكانيتش أن يأتي ويقطع رقبته وهو ما رفضه سيكانيتش وواصلت القافلة. عندما وصلوا كانوا غير مقيدون ويطعمون السمك والخبز والماء.
كان جنديان من الفرقة 35 قد سمعوا بالسر وظهروا في المنزل المكون من طابقين حيث كان السجناء محتجزين حيث زعموا أنهم طلبوا من المقاتل الأجنبي فك قيودهم لكن تم تجاهلهم.
في اليوم التالي قام السجين غويكو فوييتشيتش البالغ من العمر 40 عاما والذي أصيب في الفخذ الأيمن بشتائم التجديف بينما طالب بإعطائه الماء ثم نُقل بعد ذلك إلى غرفة أخرى حيث أطلق عليه الرصاص وقطع رأسه. وأجبر السجناء الباقون على تقبيل رأسه قبل تعليقه على الحائط لمدة يومين. كانت أرجلهم مقيدة بخرطوم هواء ذكر السجناء لاحقا أنه كان مليئا بالهواء مما أدى إلى تضخمه مما تسبب لهم في ألم شديد. ويزعم سجناء آخرون أنهم تعرضوا للصعق بالكهرباء. أثناء استحمام الأسرى التقى المجاهدون مرة أخرى بأفراد من الجيش البوسني الذين لاحظوا أن هناك «حوالي عشرة سجناء» كانوا جميعا قادرين على المشي إلى منطقة الاستحمام بأنفسهم وبدا أنهم بصحة جيدة.

### الانتقال إلى سجن زينيتشا كازنينو
بعد شهر تم نقل السجناء إلى سجن زينيتشا كازنينو بوبرافني دوم حيث تم احتجازهم. هنا تم استجوابهم من قبل إيدن ساريتش كما اقترح في وقت سابق الذي ذكر أنهم «كانوا مرهقين. لم يتم حلقهم. كانوا متسخين... لم أتمكن من رؤية آثار التعذيب أو السلوك العنيف. أعتقد أن هذا يكفي تماما. وخصوصا إذا أخبرك كل رجل كل واحد منهم أنه لا توجد مثل هذه الأشياء فما الذي يمكنني فعله غير تصديق هؤلاء الأشخاص؟» مشيرا إلى أن الجنود الأسرى نفوا في البداية وقوع أي إساءة من قبل آسريهم.
تم إطلاق سراح السجناء المسلمين الأحد عشر في إطار عملية تبادل أسرى في 31 أكتوبر بينما احتُجز الآخرون بعد 31 ديسمبر عندما شاهدهم الصليب الأحمر. ومن بين السجناء الآخرين غوران ستوكانوفيتش وشاماتش ومسعف.

## فيما بعد
بعد المعركة وبسبب الحظ الجيد غير المتوقع في الاستيلاء على دبابة واجتياح المواقع الصربية ووضع خط جبهة جديد في المعركة أطلقت القوات العربية على معركة الكرامة لقب «المعجزة».
بعد الحرب اتهمت المحكمة الجنائية الدولية ليوغوسلافيا السابقة الجنرال راسم ديليتش بالفشل في منع إساءة معاملة السجناء.